# Drapelul Italiei
Drapelul Italiei (bandiera d'Italia, adesea denumit în italiană Il Tricolore) este un tricolor cu trei benzi verticale de dimensiuni egale colorate în ordine începând de la lance în verde, alb și roșu. În forma sa actuală, el este utilizat din 19 iunie 1946 și a fost adoptat oficial începând cu 1 ianuarie 1948.
Prima entitate statală care a utilizat tricolorul italian a fost Repubblica Cispadana (Republica Cispadană) în 1797, după ce armata victorioasă a lui Napoleon a traversat Italia. În această perioadă, mai multe mici state republicane de inspirație iacobină au înlocuit vechile state absolutiste și aproape toate au utilizat drapele cu trei benzi egal dimensionate de diverse culori inspirate de modelul francez din 1790. Culorile alese de Republică erau roșu și alb, iar drapelul milanez era verde, aceeași culoare cu cea de pe uniformele gărzii civile din Milano.
Uneori, s-au atribuit anumite valori simbolice culorilor, și o interpretare des întâlnită este că verdele reprezintă câmpiile și dealurile țării, albul reprezintă Alpii acoperiți cu zăpadă, iar roșul reprezintă sângele vărsat în războaiele italiene de independență. O interpretare religioasă este că verdele reprezintă speranța, albul reprezintă credința, iar roșul reprezintă milostenia, cele trei virtuți teologice.

## Evoluția

### Perioada napoleoniană
Primul tricolore italiano oficial a fost adoptat la 7 ianuarie 1797, când al XIV-lea Parlament al Republicii Cispadane, la propunerea deputatului Giuseppe Compagnoni din Lugo, a decretat „să facă universal ... stindardul sau drapelul în trei culori, verde, alb și roșu ...” Aceasta probabil deoarece Legione Lombarda purta steaguri roșii și albe (după steagul milanez) și verzi (de la uniforma gărzii civice) și aceleași culori au fost ulterior adoptate ca steaguri ale Legione Italiana, formată din soldați ce veneau din Emilia și Romagna. Drapelul era un pătrat orizontal cu roșu deasupra și, în mijlocul benzii albe, cu o stemă compusă dintr-o cunună de lauri decorată cu un trofeu de arme și patru săgeți, reprezentând cele patru provincii ce formau republica.

1797 - drapelul Republicii Cispadane
1798 - drapelul Republicii Cisalpine
1802 - drapelul Republicii Napoleoniene a Italiei
1805 - drapelul Regatul Napoleonian al Italiei

Republica Cispadană și Repubblica Transpadana (Republica Transpadană), care și ea folosea un drapel italian din 1796, s-au unit și au format Repubblica Cisalpina (Republica Cisalpină) și au adoptat tricolorul vertical pătrat fără stemă în 1798. Drapelul a fost folosit până în 1802, când Republica a fost redenumită în Repubblica Italiana (Republica Italiană) și s-a adoptat un nou drapel, de această dată un câmp roșu cu un pătrat verde cu un romb alb.
În 1799, Repubblica di Lucca (Republica Lucca) independentă a intrat sub influență franceză și a adoptat drept drapel un tricolor orizontal cu verdele sus; aceasta a durat până în 1801. În 1805 Napoleon a numit-o pe sora sa, Elisa Bonaparte Baciocchi, prințesă de Lucca și Piombino. Acest moment este amintit în prologul cărții Război și Pace de Lev Tolstoi.
În același an, după ce Napoleon s-a încoronat împărat al Franței, Republica Italiană a devenit Regno d'Italia, sau Italico (Regatul Italiei), sub conducerea sa directă. Drapelul Regatului Italiei era cel al Republicii în formă dreptunghiulară, împodobit cu vulturul napoleonian. Acesta a continuat să fie folosit până la abdicarea lui Napoleon în 1814.

### Risorgimento

Drapelul civil al Regatului Italiei. Coroana a fost introdusă pe drapelul de stat și pe cel naval; drapelul de război era pătrat.

Între 1848 și 1861, o serie de evenimente a condus la independența și unificarea Italiei (cu excepția regiunilor Veneția, Roma, Trento și Trieste, denumite Italia irredenta, care s-au unit cu restul Italiei în 1866, 1870, respectiv 1918); această perioadă din istoria Italiei este denumită Risorgimento. În această perioadă, tricolore a devenit simbolul care a unit eforturile poporului italian de obținere a libertății și independenței.
Tricolorul italian, împodobit cu stema Savoiei, a fost adoptat ca drapel de război de armata Regatului Sardiniei și Piemontului în 1848. În Proclamația sa adresată lombarzilor și venețienilor, Carol Albert a spus: „… pentru a arăta mai clar cu semne vizibile angajamentul față de unificarea Italiei, Noi dorim ca trupele Noastre … să aibă scutul Savoiei pus pe drapelul tricolor italian.” Stema care avea pe fond roșu, o cruce argintie, pentru a fi separată de albul drapelului, a fost încadrată cu un contur albastru, aceasta fiind culoarea dinastiei, deși acest procedeu nu este conform regulilor heraldice ale culorilor.
În același an, Granducato di Toscana (Marele Ducat al Toscanei) a devenit stat constituțional și a renunțat la steagul austriac, cu stema Austria-Lorena, în favoarea tricolorului italian împodobit cu o stemă simplă. Stema purta, însă, drapelul roșu-alb-roșu al Austriei, țară ce se opunea unificării Italiei. În 1859, Marele Ducat a încetat să mai existe, fiind unit cu Ducatele Modena și Parma formând Province Unite del Centroitalia (Provinciile Unite ale Italiei Centrale), stat ce a utilizat tricolorul simplu până la anexarea sa în anul următor de către Regatul Sardiniei.
Drapelul Regno costituzionale delle Due Sicilie (Regatul celor Două Sicilii), alb împodobit cu stema Castiliei, Leonului, Aragonului, celor Două Sicilii și Granadei, a fost modificat de Ferdinand al II-lea prin adăugarea unor contururi roșu și verde. Acest drapel a ținut din 3 aprilie 1848 până în 19 mai 1849. Governo provvisorio della Sicilia (Guvernul Provizoriu al Siciliei), care a durat din 12 ianuarie 1848 până în 15 mai 1849, a adoptat tricolorul italian, împodobit cu un triskelion.

1848 - drapelul Regatului Sardiniei (şi, din 1861, Italiei), cu stema Savoiei.
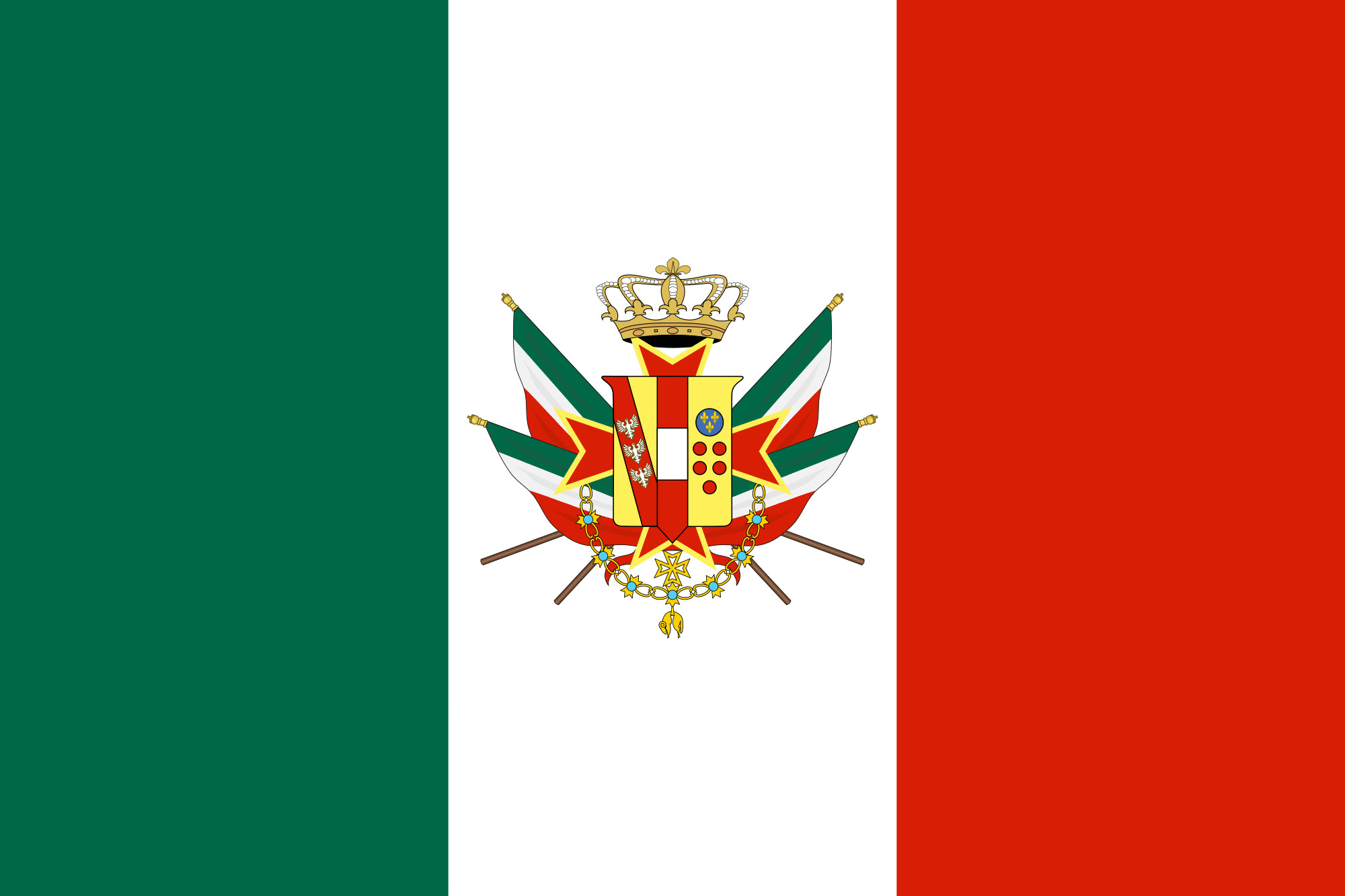
1848  - drapelul Marelui Ducat al Toscanei, cu stema casei Habsburg-Lorena.
1848-49 - drapelul Regatului Consituţional al celor Două Sicilii, cu stema casei de Bourbon.
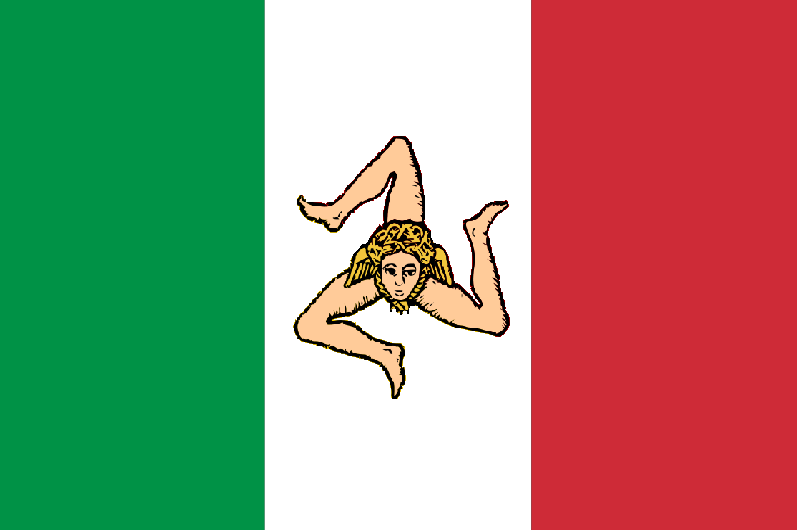
1848-49 - drapelul Guvernului Provizoriu al Siciliei.

În același an, Regno Lombardo-Veneto (Regatul Lombardia-Veneția) s-a revoltat împotriva Imperiului Austriac în cele Cinci Zile de la Milano, formând Governo provvisorio della Lombardia (Guvernul Provizoriu al Lombardiei) la 22 martie 1848 și Governo provvisorio di Venezia (Guvernul Provizoriu al Veneției), sau Repubblica di San Marco, a doua zi. Drapelele adoptate de acestea au marcat legătura cu mișcarea italiană pentru independență și unificare; primul a avut tricolorul italian simplu iar al doilea, avea ca stemă leul înaripat al Sfântului Marcu, de pe drapelul Republicii Venețiene, în canton alb. Acestea au fost păstrate până în 6, respectiv 24 august 1849.
În 1849, noua Repubblica Romana a adoptat un tricolor italian, trimis din Veneția, cu legenda DIO E POPOLO cu litere majuscule roșii. Acesta a fost folosit timp de patru luni, în vreme ce Stati Pontificii della Chiesa (Statele Papale ale Bisericii) erau suspendate.

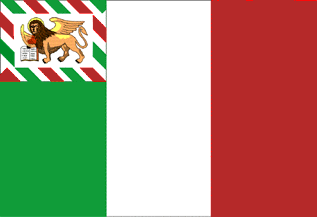
1848-49 - drapelul Guvernului Provizoriu al Veneţiei.
1849 - drapelul civil şi de stat al Republicii Romane.
1849 - drapelul de război al Republicii Romane.
1860-61 - drapelul Regatului celor Două Sicilii.

### Regatul Italiei (1861–1946)
În 1860, Regatul celor Două Sicilii a revenit la tricolorul italian împodobit cu stema Casei de Bourbon a celor Două Sicilii. Adoptat la 21 iunie 1860, acesta a durat până la 17 martie 1861, când cele Două Sicilii au fost incluse în Regno d'Italia (Regatul Italiei), după înfrângerea în Expediția celor O Mie condusă de Giuseppe Garibaldi.
La 15 aprilie 1861, drapelul Sardiniei a fost declarat drapel al nou-formatului Regat al Italiei. Acest tricolor italian, împodobit cu însemnele heraldice ale casei regale de Savoia a fost primul drapel național și a fost menținut în acea formă timp de 85 de ani până la instaurarea republicii în 1946.

#### Republica Socială Italiană (1943–1945)

Drapelul de război al statului fascist Republica Socială Italiană. Însemnul suplimentar nu apărea pe drapelul civil și pe cel de stat.

Drapelul civil și cel de stat al statului-marionetă nazist din nordul Italiei, denumit Repubblica Sociale Italiana (Republica Socială Italiană), sau Republica Salò după cum i se mai spunea, era identic cu cel al Republicii Italiene de astăzi. Acesta era rareori arborat, dar drapelul de război împodobit cu un vultur argintiu ținând fasci littori, era frecvent folosit în propagandă. Fascismul italian își trăgea numele de la fascii, care simbolizau imperiul sau puterea și autoritatea în Roma antică. Legiunile romane purtau acvila ca signa militaria.
La 25 aprilie 1945, zi cunoscută ca festa della liberazione, guvernul lui Benito Mussolini a căzut. Republica Socială Italiană a existat timp de doar un an și jumătate.

### Republica Italiană

Stindardul regal, cu însemnele Ordine della SS Annunziata.

Tricolorul italian a fost adoptat în forma sa actuală la 1 ianuarie 1948, odată cu promulgarea constituției republicane și sfârșitul domniei Casei de Savoia în Italia. Articolul 12 al Constituției Italiei, aprobată de Adunarea Constituantă în ziua de 22 decembrie 1947, stipulează:
| “ | Drapelul Republicii este tricolorul italian: verde, alb și roșu, în trei benzi verticale de dimensiuni egale. | ” |

Raportul universal acceptat este 2:3, drapelul de război fiind pătrat (1:1). Fiecare comună are și un gonfalon cu stema sa.
Pavilionul naval italian este drapelul național împodobit cu stema Marinei Militare; Marina Mercantile (și cetățenii aflați pe mare) utilizează drapelul civil, diferențiat prin absența coroanei murale și prin leul care ține cartea deschisă, cu inscripția PAX TIBI MARCE EVANGELISTA MEVS, în loc de sabie. Scutul este împărțit în patru, simbolizând cele patru repubbliche marinare ale Italiei: Veneția (reprezentată de leu, în sus-stânga), Genova (sus dreapta), Amalfi (jos stânga) și Pisa (reprezentate de crucile lor); coroana rostrata a fost propusă de amiralul Cavagnari în 1939 pentru a reprezenta originile revendicate de marină în Roma antică.
În 2003, a fost înființat un drapel de stat destinat special vaselor nemilitare aflate în serviciul guvernamental necomercial; acesta este tricolorul italian împodobit cu stema națională. Din 1914, Forțele Aeriene Italiene au și ele  o rondelă de cercuri concentrice în culorile tricolorului ca însemn purtat de aeronave; înlocuit, între 1923 și 1943, cu fasciile circulare.

#### Stindardul prezidențial

Stindardul Președintelui Republicii Italiene, modificat în 2000.

Președintele Republicii Italiene are un stindard oficial. Versiunea actuală este bazată pe drapelul pătrat al Republicii Italiene napoleoniene, pe un fond albastru, împodobit cu stema aurie. Într-o versiune anterioară, câmpul era albastru. Stema actuală, mai degrabă o emblemă, deoarece nu a fost gândită în conformitate cu regulile tradiționale ale heraldicii, a fost adoptată în locul stemei regale la 5 mai 1948.
După proclamarea republicii, drapelul național a fost adoptat provizoriu ca însemn al șefului statului în locul stindardului regal. La inițiativa Ministerului Apărării, în 1965 a fost elaborat un proiect de adoptare a unui drapel distinct. Deoarece, în condiții de vizibilitate slabă, drapelul împodobit cu stema statului poate fi confundat cu cel al Președintelui Statelor Unite ale Mexicului, care este și drapelul național al acelui stat, designul a fost modificat substanțial. Drapelul oficial este în custodia Comandantului Regimentului Corazzieri din Arma dei Carabinieri, împreună cu drapelul de război (dat în seama Regimentului în 1878).
În Italia nu există funcția de vicepreședinte. Există, însă, însemne speciale pentru Președintele Senatului, în cazul în care își exercită mandatul de șef de stat interimar conform Articolului 86 din Constituție, însemne instituite în 1986. Acesta are un pătrat alb pe un fond albastru, împodobit cu stema Republicii argintie. În 2001, s-au instituit și însemne speciale pentru foștii președinți ai Republicii.

Fost pavilion al Regia Marina.[26]
Pavilionul Republicii Italiene (recto).
Stindardul Preşedintelui interimar al Republicii.
Stindardul unui fost Preşedinte al Republicii.

În 1997, la împlinirea a 200 de ani de la prima sa folosire, ziua de 7 ianuarie a fost declarată festa del tricolore; este o zi aniversară, dar nu este sărbătoare legală.

## Protocolul drapelului

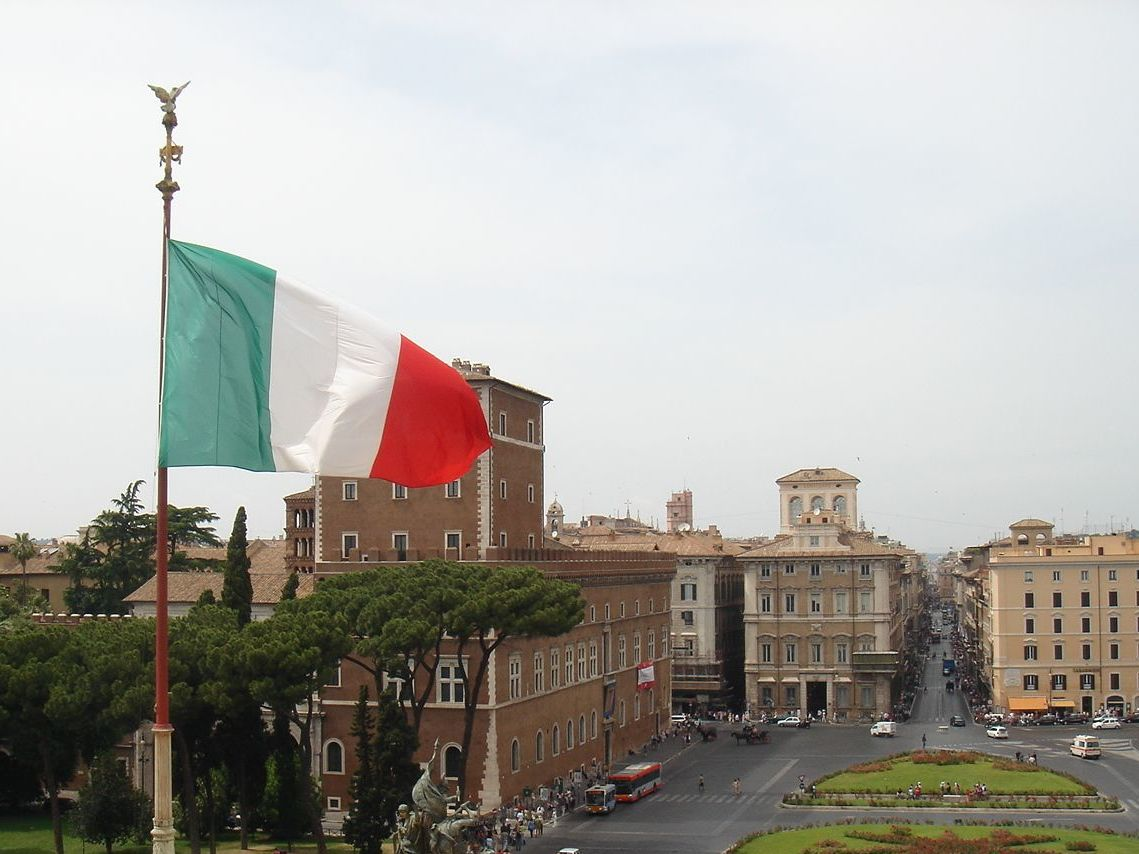
Tricolorul italian, arborat pe monumentul Vittoriano din Piazza Venezia, Roma.

În conformitate cu articolul al 12-lea al Constituției și în urma aderării Italiei la Uniunea Europeană, alte legi au stabilit modul de utilizare și arborare a drapelului Republicii Italiene împreună cu drapelul Uniunii Europene.
Nu există convenții internaționale privind arborarea drapelelor, dar protocoalele adoptate de diverse țări prezintă similitudini care sugerează practici frecvente și cvasiuniversal acceptate. În general, se identifică două contexte semnificative de arborare a drapelului: evenimente naționale și evenimente internaționale. În ambele cazuri, drapelele naționale se arborează în grup, fiecare la aceeași dimensiune și fiecare pe propriul catarg, la aceeași înălțime. Drapelul se arborează de la răsăritul Soarelui până la apus, cu excepția cazurilor de vreme rea; arborarea pe timp de noapte se permite cu condiția iluminării adecvate. Drapelul se înalță și se coboară cu solemnitate; este întotdeauna tratat cu demnitate și nu trebuie lăsat să atingă pământul sau apa.
Când este arborat alături de alte drapele, drapelul național ocupă poziția de onoare, fiind înălțat primul și coborât ultimul. Alte drapele naționale sunt așezate în ordine alfabetică. Când apar două sau cel puțin patru drapele împreună, cel național se pune la dreapta (stânga observatorului); în cazul în care sunt trei drapele, cel național ocupă poziția centrală. Drapelul european este și el arborat zilnic la clădirile guvernamentale. În prezența unui oaspete oficial dintr-un alt stat membru al UE, acesta capătă prioritate în raport cu drapelul italian. În semn de doliu, drapelele se arborează în bernă, la jumătatea catargului, iar la cele arborate pe un alt suport se pot atașa două panglici negre.

### Standardizarea culorilor

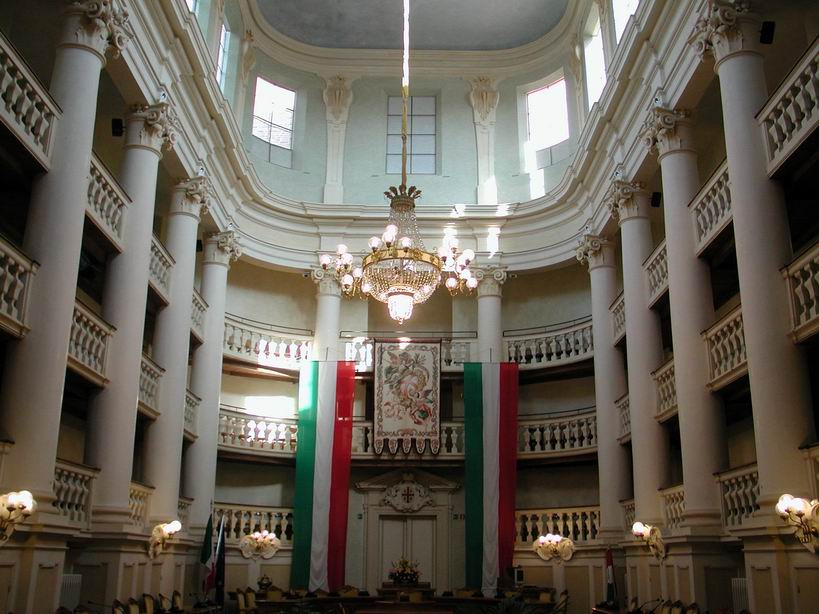
Sala del Tricolore, astăzi denumită sala Reggio Emilia.

În 2003, după 206 ani de utilizare, guvernul a specificat oficial culorile autentice ale tricolorului italian, dar acestea au fost ulterior modificate. În 2006, culorile oficiale în sistem Pantone definite prin lege, și codurile corespunzătoare în RGB, CMYK și hexazecimal pentru HTML sunt:
| Descriere | Descriere    | Număr      | RGB         | CMYK         | HTML    |
| --------- | ------------ | ---------- | ----------- | ------------ | ------- |
|           | Verde ferigă | 17-6153 TC | 0-146-70    | 100-0-100-00 | #009246 |
|           | Alb          | 11-0601 TC | 255-255-255 | 0-0-0-0      | #FFFFFF |
|           | Roșu flacără | 18-1662 TC | 206-43-55   | 0-100-100-00 | #CE2B37 |

## Drapele similare

Comparație între drapelul italian și cel mexican.

Date fiind similitudinile aparente între cele două drapele, se poate presupune că drapelul italian stă la baza designului drapelului mexican, cu singura diferență a stemei poziționate pe banda albă. Drapelul italian utilizează, însă, tente mai deschise de verde și roșu și, cel mai important, cele două diferă prin raportul de aspect; raportul înălțime-lățime al drapelului italian este 2:3, în vreme ce cel al drapelului mexican este de 4:7, acesta având o formă dreptunghiulară mai alungită. Când Italia a devenit republică în 1946, pavilionul naval mexican era un tricolor simplu; din acest motiv, la cererea autorităților navale internaționale, Italia nu a putut adopta un singur drapel național universal utilizat, așa cum a făcut Franța.
Dată fiind posibila inspirație din tricolorul francez, cel italian este similar multor drapele de inspirație franceză. Drapelul Italiei se aseamănă foarte mult cu drapelul Irlandei, care este verde, alb și portocaliu (nuanță asemănătoare cu roșul italian), dar cu proporții diferite (1:2 față de 2:3) și cu drapelul Coastei de Fildeș, în care culorile portocaliu, alb și verde, sunt în ordine inversă, deși proporțiile sunt aceleași. Se pot face confuzii și cu drapelul Ungariei, care, cu raport 1:2, are aceleași culori poziționate orizontal, cu roșul deasupra.